# Georg Ignaz Komp

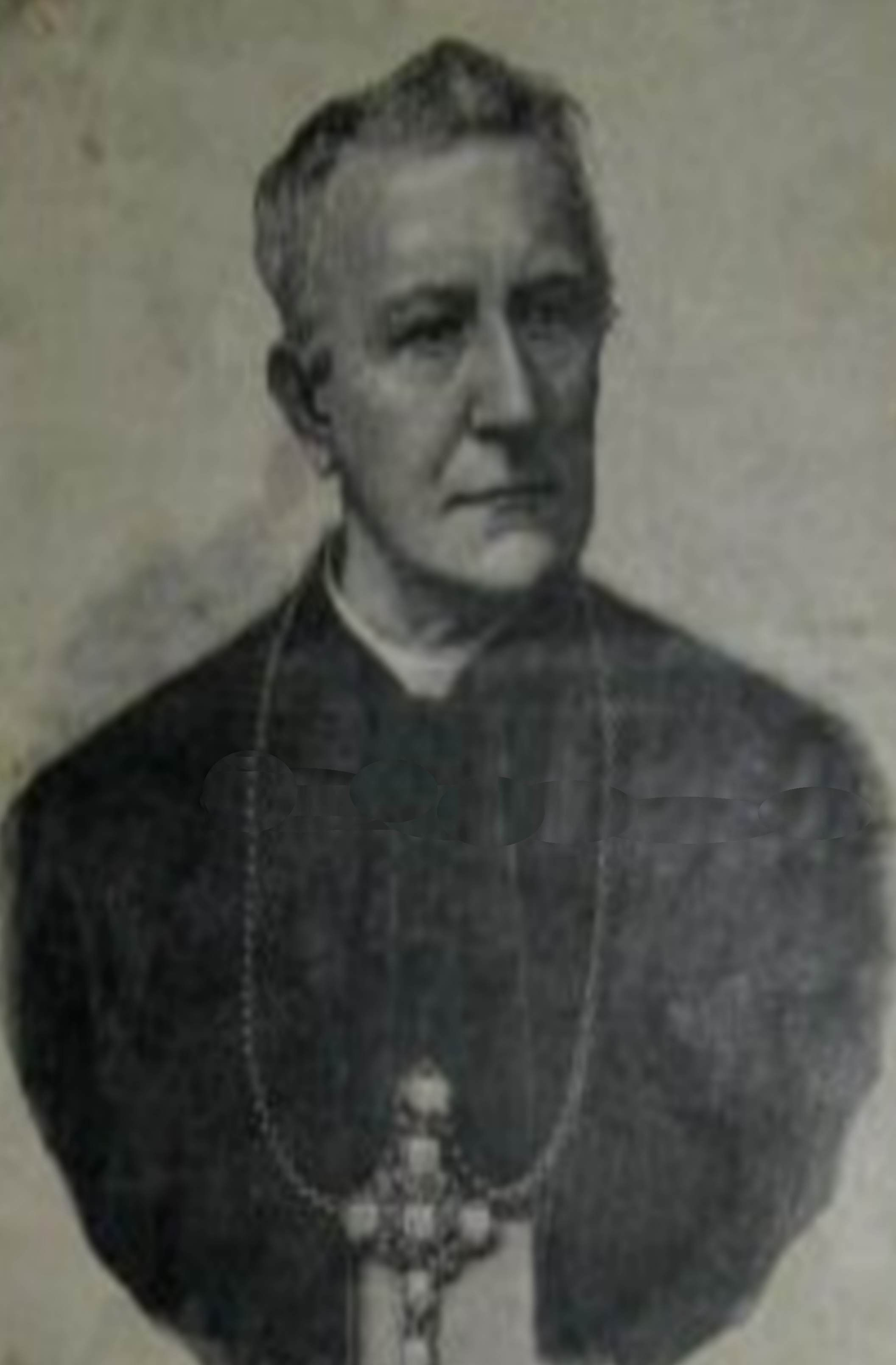
Georg Ignaz Komp, Bischof von Fulda (zeitgen. Aufnahme)

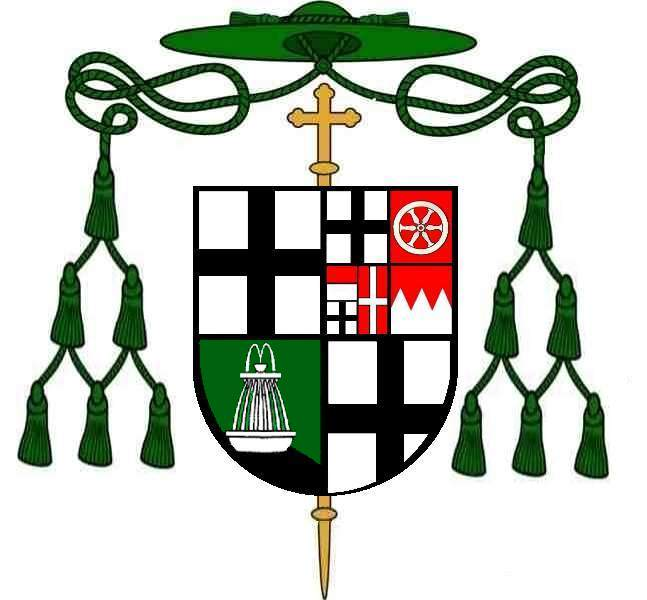
Wappen des Bischofs von Fulda 1894–1898

Wappen des Erzbischof von Freiburg

Georg Ignaz Komp (* 5. Juni 1828 in Hammelburg; † 11. Mai 1898 in Mainz) war Bischof in Fulda und ernannter Erzbischof von Freiburg. Letzteres Amt konnte er nicht antreten, da er kurz vor der Amtsübernahme starb.

## Leben
Georg Ignaz Komp wurde 1828 in Hammelburg geboren. Er war ein Neffe des Theologen Heinrich Komp. Er studierte in Bonn, Fulda und am Germanicum in Rom Katholische Theologie und empfing am 12. Juni 1853 in Rom die Priesterweihe. Nachdem er 1855 als Dr. theol. et phil.  nach Fulda zurückgekehrt war, betätigte er sich in wechselnden Funktionen in der Priesterausbildung, ab 1861 als Regens des Priesterseminars. Daneben war er für das Zentrum Mitglied im Fuldaer Gemeinderat, war im katholischen Vereinswesen aktiv und fungierte ab 1860 als Superior der Barmherzigen Schwestern. 1882 wurde er Domkapitular.
1894 wurde Komp von Papst Leo XIII. zum Bischof von Fulda ernannt. Die Bischofsweihe spendete ihm am 25. Juli 1894 der Freiburger Erzbischof Johannes Christian Roos. In seiner zweijährigen Amtszeit machte Komp sich insbesondere um die Fuldaer Priesterausbildung verdient.
Im Erzbistum Freiburg war nach dem Tod von Erzbischof Roos am 22. Oktober 1896 eine schwierige Situation eingetreten, denn nach dem geltenden Staatskirchenrecht hatte die badische Staatsregierung ein Mitspracherecht bei der Ernennung des Erzbischofs. Sie lehnte den vom Domkapitel favorisierten Weihbischof Friedrich Justus Knecht ab. Als Kompromisskandidat fiel die Wahl am 21. März 1898 einstimmig auf den fast 70-jährigen Georg Ignaz Komp. Er fuhr am darauf folgenden Tag nach München, um vor dem Apostolischen Nuntius das für die Bestätigung durch den Papst erforderliche Apostolische Glaubensbekenntnis abzulegen.
Die Bekanntgabe der Ernennung durch Papst Leo XIII. erfolgte am 24. März 1898. Die Amtseinführung mit feierlicher Inthronisation und Besitzergreifung von der Diözese wurde auf den 12. Mai angesetzt. Sie sollte durch den Mainzer Bischof, Paul Leopold Haffner, vorgenommen werden. Komp machte deshalb Station in Mainz, um das Pallium in Empfang zu nehmen, zu übernachten und anschließend nach Freiburg weiterzureisen. Kurz nach seiner Ankunft im Bischöflichen Palais in Mainz erlitt er einen Schlaganfall, verlor sofort das Bewusstsein, wurde mit den Sterbesakramenten versehen und verstarb am 11. Mai 1898 früh um 1 Uhr, ohne „seine“ Erzdiözese je betreten und folglich ohne das Amt des Erzbischofs von Freiburg angetreten zu haben.
Seine letzte Ruhestätte befindet sich unter der Kuppel des Fuldaer Doms vor dem Sturmiusaltar.
Der Priester und Komponist Heinrich Fidelis Müller widmete Georg Ignaz Komp die Komposition Missa in honorem St. Bonifatii Episc. et Mart. für gemischten Chor op. 19.

## Bischofswappen
Der Wappenschild geviert zeigt: In Feld 1 und 4 in weiß/silber ein schwarzes Balkenkreuz, das Wappen der Fürstabtei Fulda (Bistum Fulda). In Feld 2 geviert/gespalten Feld 1 in weiß/silber ein schwarzes Balkenkreuz, das Wappen des Bistums Fulda, Feld 2 in Rot das sechsspeichige silberne Mainzer Rad, Feld 3 gespalten und vorne geteilt, oben rot/silber geteilt, unten in weiß/silber, schwarzes Balkenkreuz, hinten in Rot weiß/silbernes Balkenkreuz, das Wappen des Fuldaer Land, Feld 4 in Rot drei weiß/silberne Spitzen (Frankenrechen), das Wappen seines Heimatbistums Würzburg. In Feld 3 in Grün auf schwarzem Hügel ein silberner Brunnen mit Schale, das Familienwappen.
Hinter dem Schild stehend das Bischofskreuz, darüber der grüne Galero (Bischofshut) mit den jeweils sechs herunterhängenden grünen Quasten (fiocchi).

## Veröffentlichungen
- Fürstabt Johann Bernhard Schenk von Schweinsberg, der zweite Restaurator des Katholicismus im Hochstifte Fulda (1623–1632), nach meist unedirten Quellen. A. Maier, Fulda 1878.